# Антрим (плато, Ирландия)
А́нтрим (англ. Antrim Plateau) — плато в Северной Ирландии, в одноимённом графстве Антрим.
Представляет собой равнину, расчленённую глубокими тектоническими долинами. Высшая точка — гора Тростан, высотой 554 м. Породы, слагающие плато — мел и мезозойские известняки.
Центральную часть Антрима занимает крупнейшее в Великобритании озеро Лох-Ней, а на окраинах можно встретить естественные шестигранные вертикальные базальтовые колонны диаметром до 0,5 м и высотой до 6 м (так называемая «Дорога гигантов»). Также здесь распространены верещатники и торфяники.

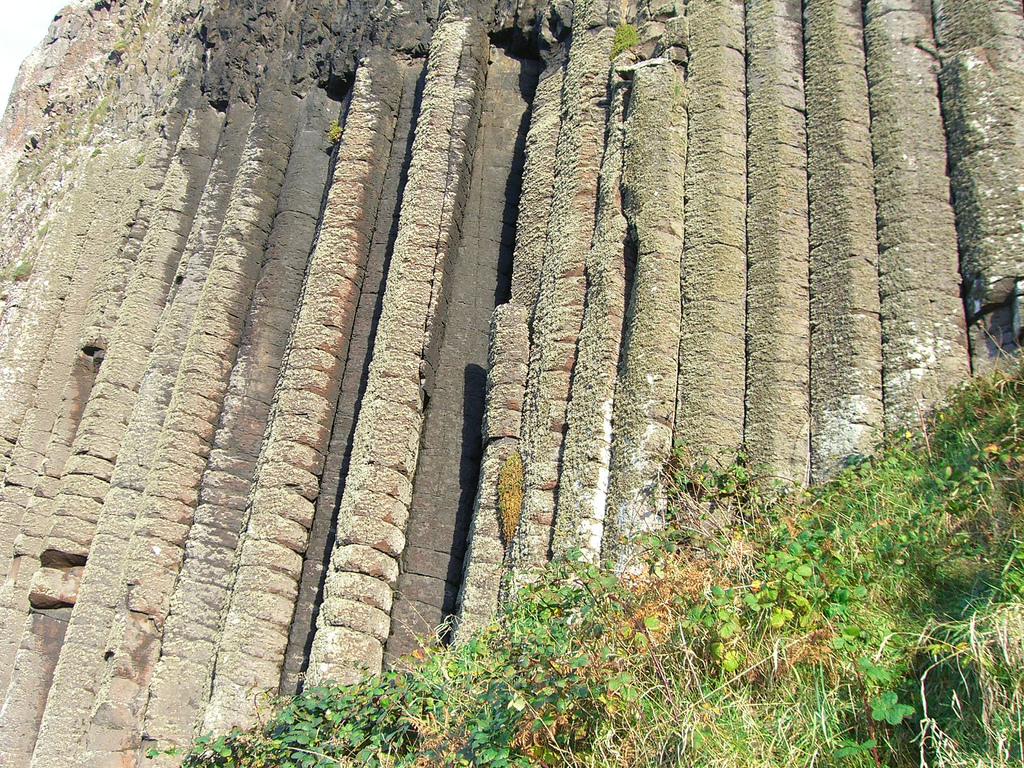
Базальтовые колонны